# Akademie Jedi
Trilogie Akademie Jedi (v originále Jedi Academy) je třídílný román, jehož autorem je americký spisovatel Kevin J. Anderson. Román je součástí tzv. Star Wars expandovaného univerza, tedy příběhů které navazují na události filmů ze šestidílné série Hvězdné války nebo jim předcházejí.

## Děj
Příběh se odehrává s odstupem sedmi let od konce filmové ságy (epizoda VI: Návrat Jediů).
Luke Skywalker se po letech rozhodl konečně učinit první kroky k obnovení starého řádu Jedi. Nová Republika, která vznikla z původní aliance povstalců proti Impériu, začíná mít čím dál tím víc práce s vnitřními problémy a navíc je neustále vystavena potenciální hrozbě v podobě rozdrobených pozůstatků Impéria, ovládaných imperiálními válečnými lordy, kteří se však zatím spíš perou mezi sebou o svrchovanou moc, než aby společně bojovali proti rebelii. Tenhle stav ale nemusí trvat věčně.
Luke strávil v uplynulých letech mnoho času pátráním po tom, co zůstalo zachováno po starém řádu Jedi. Objevil množství důležitých materiálů a dozvěděl se o existenci mnoha osob, které by mu mohly pomoci v obnově řádu. Ten by pak v mnohém mohl pomoci samotné Republice. Před Lukem však stojí ještě spousta práce, musí vypátrat a kolem sebe shromáždit dost těch, kteří by byli odhodlaní přispět k obnovení řádu a najít místo, kde by mohli se svou prací započít… ironií osudu se tímto místem stanou massasijské chrámy v džunglích čtvrtého měsíce planety Yavin, dávné sídlo Exara Kuna, jednoho z nejmocnějších Temných pánů Sithského řádu, odvěkých nepřátel řádu Jedi. Od smrti Exara Kuna uběhly už dlouhé 4000 let, ale staré chrámy přesto nejsou pro osoby citlivé k Síle úplně bezpečným místem…
Zatím co Luke začíná uskutečňovat svůj velký plán, jeho přátelé se snaží pomáhat Republice jak nejlépe mohou svými vlastními prostředky. Lukova sestra Leia, která zastává významný post v republikové vládě, se ze všech sil snaží přimět zástupce dalších národů a hvězdných soustav, ať Imperiálních, či neutrálních, aby navázaly mírové styky s Republikou a pokud možno se stali jejími spojenci.
Han Solo, Leiin manžel, se vydává se svým wookijským parťákem Chewbaccou na „diplomatickou misi“ na Kessel, nehostinnou planetu, v jejichž temných jeskyních se těží vzácné a drahé koření glitterstim a která je v současné době pod nadvládou zločineckého bosse Morutha Doola. Tomu se už před dlouhými lety s pomocí vzbouřených trestanců podařilo ovládnout těžební trestaneckou kolonii jež byla původně v područí Impéria a od té doby ovládá těžbu a vývoz glitterstimu jeho vlastní zločinecká organizace. Han sice Doola zná ještě z dob kdy býval pašerákem, ale kvůli jednomu malému nedorozumění jeho diplomatická mise prakticky okamžitě zkrachuje a Han i Chewie jsou v zájmu bezpečnosti Doolova podniku uklizeni mezi trestance a dělníky. S pomocí mladíka jménem Kyp Durron, který projevuje pozoruhodné nadání v Síle, se jim však podaří z planety uniknout. Při pronásledování Doolovými lidmi jsou však nuceni uprchnout do nebezpečného shluku černých děr zvaného Chřtán, kde ke svému nemilému překvapení objeví důmyslně skrytou Imperiální výzkumnou základnu, jejíž posádka už prakticky deset let není v kontaktu s okolní galaxií a neví nic o porážce Impéria. Tím se spustí řetězec událostí, které způsobí Republice i Lukově pomalu vznikající Akademii velké problémy…

## Vydání
Román poprvé vyšel V USA v roce 1994. Všechny tři části románu o Akademii Jedi (Jedi Search Hledání Jedi, Dark apprentice Temný učedník, Champions of the Force Nositelé Síly) existují i v českém vydání od nakladatelství Egmont.